# 井上りこ
井上 りこ（いのうえ りこ 、1993年4月10日 - ）は、福岡県出身の女子プロゴルファーである。

## 来歴
実家がゴルフ練習場で幼少期からゴルフ道具で遊んでおり、9歳で坂田ジュニアゴルフ塾（通称：坂田塾）に入り坂田信弘に師事した。
中学校時代の2007年に「九州中学校ゴルフ選手権春季大会」3位となった。
高校は沖学園高等学校へ進学、2010年「九州高等学校ゴルフ選手権春季大会」3位タイ等の成績を残す。
高校卒業後にプロテストを受験するつもりでいたが、師匠の坂田の助言もあり2012年に大手前大学へ進学。同年「全国女子大学ゴルフ対抗戦」団体優勝の一員となる。
2015年に大韓民国・光州で開催された「第28回ユニバーシアード競技大会」（ゴルフ競技）では、女子団体で金澤志奈、丹野寧々とともに銀メダルを獲得した。
大学卒業後の2016年に日本女子プロゴルフ協会（LPGA）最終プロテストに進出するも30位タイで不合格。
2017年もLPGA最終プロテストに進出し12位タイとなり2度目の挑戦で合格、LPGA89期生となる。
2019年LPGAステップ・アップ・ツアー「カストロールレディース」において下部ツアーながらプロ初優勝を果たす。

## TV番組
- ゴルフサバイバル - 2018年12月、2019年7月、2020年4月、2021年6月 (優勝) に4度出場[9]